# Andriano
Andrian tiếng Ý: Andriano) là một đô thị ở tỉnh Bolzano-Bozen trong vùng Trentino-Alto Adige/Südtirol của Ý, có vị trí cách khoảng 50 km về phía bắc của thành phố Trento và khoảng 9 km west of thành phố Bolzano. Tại thời điểm ngày 31 tháng 12 năm 2004, đô thị này có dân số 893 người và diện tích là 4,9 km².
Andrian giáp các đô thị: Eppan an der Weinstraße, Nals và Terlan.
| Ngôn ngữ    | 1991   | 2001   |
| ----------- | ------ | ------ |
| Tiếng Đức   | 95,01% | 97,32% |
| Tiếng Ý     | 4,57%  | 2,55%  |
| Tiếng Ladin | 0,42%  | 0,13%  |